# Helena Zengel

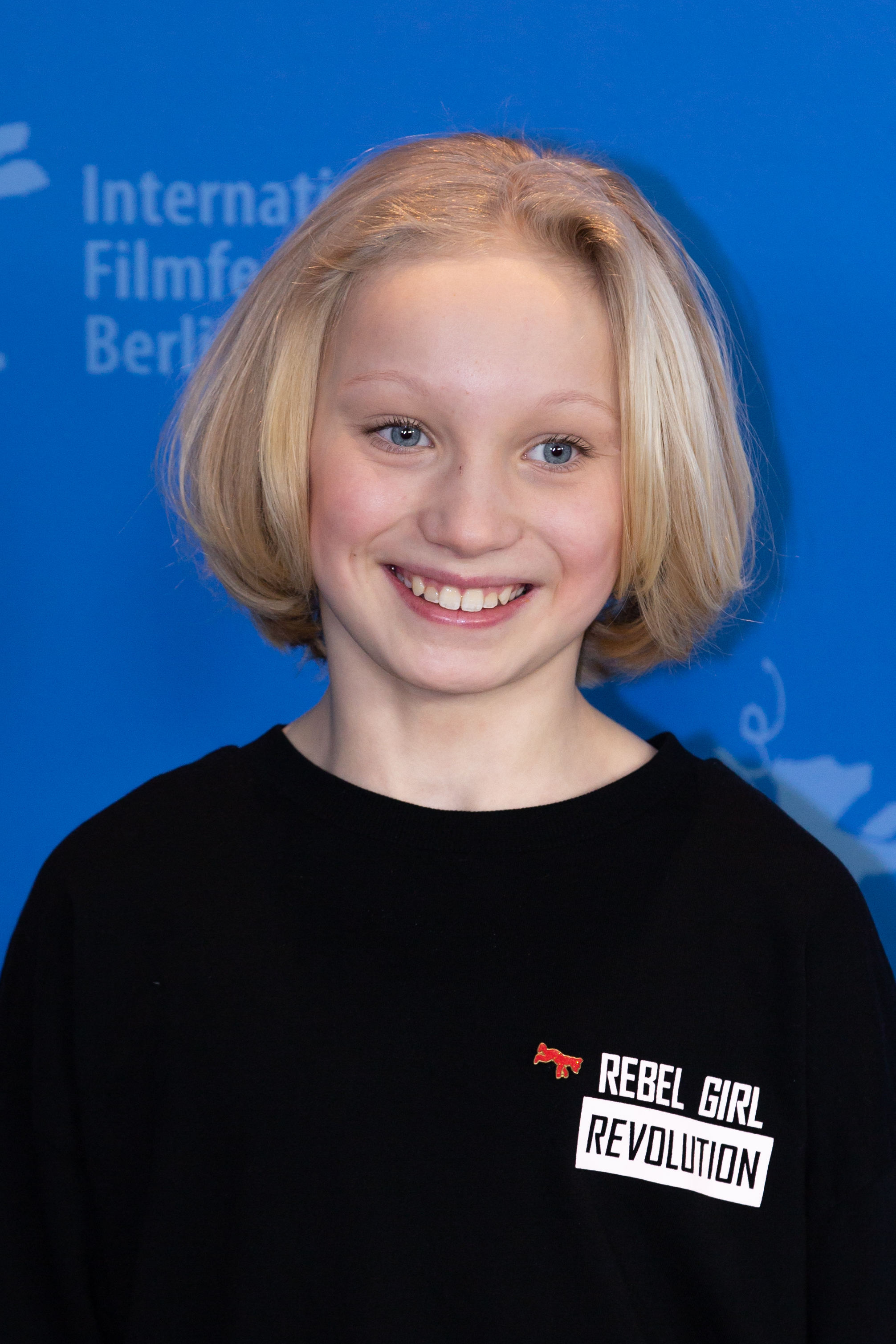
Helena Zengel auf der Berlinale 2019

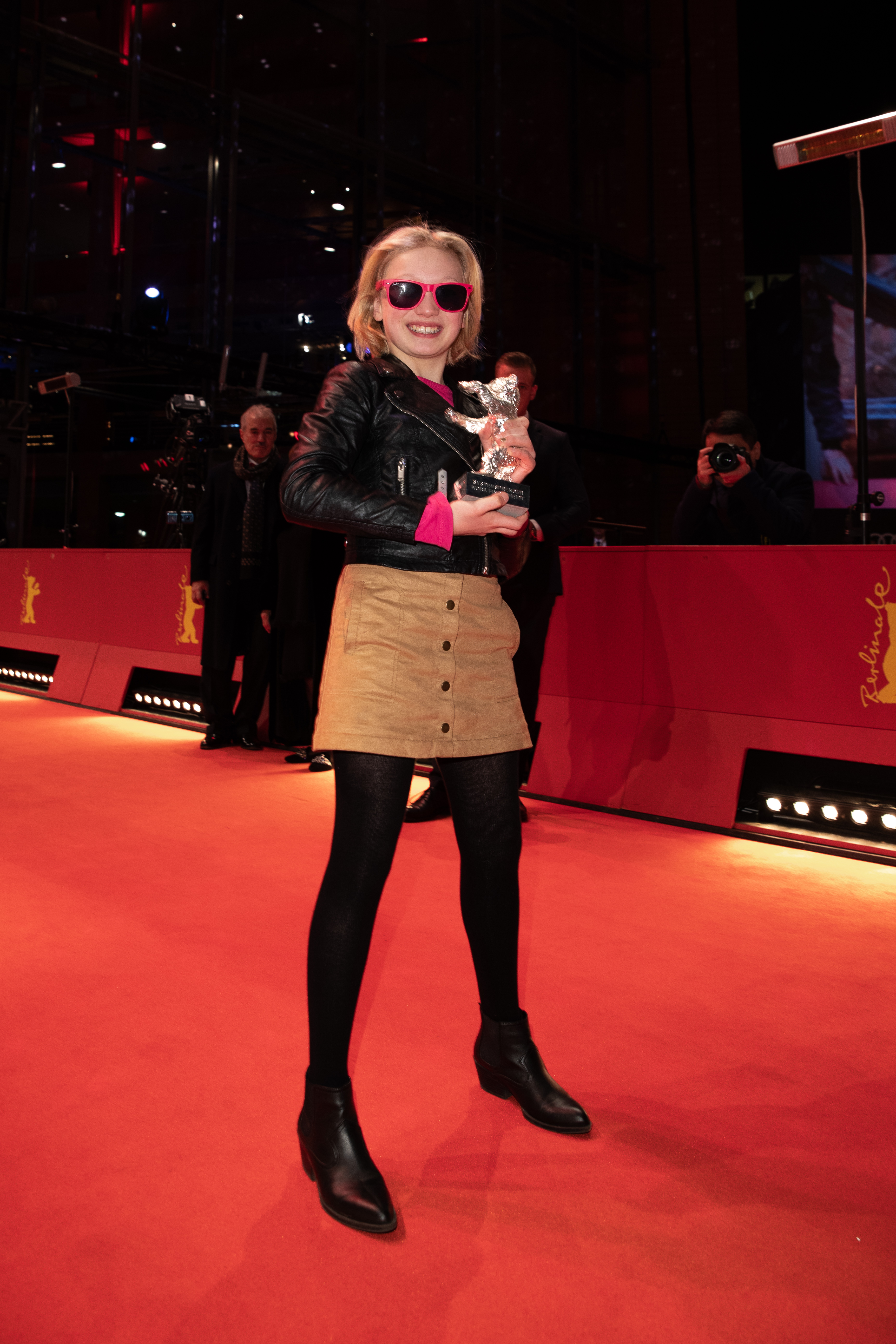
Zengel mit dem gewonnenen Silbernen Bären (Alfred-Bauer-Preis) für Systemsprenger auf dem roten Teppich der Berlinale 2019

Helena Zengel (* 10. Juni 2008 in Berlin) ist eine deutsche Schauspielerin.

## Leben
Helena Zengel lebt in Berlin und begann im Alter von fünf Jahren mit der Schauspielerei. Zum Schauspiel kam sie durch eine Bekannte ihrer Mutter, welche eine Schauspielagentur leitet. Ihr Filmdebüt gab sie 2013 im Fernsehfilm Spreewaldkrimi: Mörderische Hitze. Es folgten kleine Nebenrollen im Spielfilm Looping, im Fernsehfilm Der gute Bulle und zwei Folgen der Fernsehserie Die Spezialisten – Im Namen der Opfer.
Ihre erste Hauptrolle in einem Spielfilm erhielt Zengel im Alter von acht Jahren im Filmdrama Die Tochter von Mascha Schilinski aus dem Jahr 2017.  Im Spielfilm Systemsprenger von Nora Fingscheidt, der im Februar 2019 auf der Berlinale Premiere feierte, spielt Zengel die verhaltensauffällige neunjährige Benni. Durch diese Rolle wurde sie einem breiteren Publikum bekannt. Für ihre Darstellung wurde Zengel 2020 mit dem Deutschen Filmpreis als Beste Hauptdarstellerin ausgezeichnet.
Nach dem Erfolg von Systemsprenger, der eine Reihe internationaler Auszeichnungen gewann, wurde Zengel für den englischsprachigen Universal Pictures-Western Neues aus der Welt von Paul Greengrass verpflichtet. In der Verfilmung des gleichnamigen Romans der US-amerikanischen Schriftstellerin Paulette Jiles verkörpert sie an der Seite von Tom Hanks die zehnjährige Deutsche Johanna Leonberger. Die Rolle als traumatisiertes Kind, dessen Eltern ermordet wurden und das beim Stamm der Kiowa aufwuchs, brachte ihr eine Nominierung als beste Nebendarstellerin bei den Golden Globe Awards 2021 ein.

## Filmografie
- 2013: Abby – Streets (Musikvideo)
- 2014: Spreewaldkrimi: Mörderische Hitze (Fernsehserie, Episode 1x06)
- 2016: Looping
- 2016–2017: Die Spezialisten – Im Namen der Opfer (Fernsehserie, 2 Episoden)
- 2017: Die Tochter
- 2017: Der gute Bulle (Fernsehfilm)
- 2019: Systemsprenger
- 2019: Inga Lindström (Fernsehserie, Episode 16x05 Familienfest in Sommerby)
- 2020: Baby Bitchka
- 2020: Neues aus der Welt (News of the World)
- 2021: A Christmas Number One
- 2022: Tocotronic – Ich hasse es hier (Musikvideo)
- 2023: Die Therapie (Fernsehserie)
- 2024: Transamazonia
- 2025: Die Legende von Ochi (The Legend of Ochi)
- 2025: Intimate (Fernsehserie, 3 Episoden)

## Auszeichnungen
- 2019: Internationales Filmfest Emden-Norderney – Creative Energy Award für Systemsprenger
- 2019: Santiago Festival Internacional de Cine – beste Darstellerin für  Systemsprenger[10]
- 2019: Nominierung für den Europäischen Filmpreis als beste Darstellerin für Systemsprenger[11]
- 2020: Deutscher Filmpreis als beste Hauptdarstellerin für Systemsprenger[6]
- 2021: Nominierung für den Golden Globe als beste Nebendarstellerin für Neues aus der Welt[9]
- 2021: Nominierung für den Satellite Award als beste Nebendarstellerin für Neues aus der Welt[12]
- 2021: Nominierung für den Screen Actors Guild Award als beste Nebendarstellerin für Neues aus der Welt[13]
- 2021: Phoenix Award der Phoenix Film Critics Society: Beste Darstellerleistung von einem Kind/Jugendlichen für Neues aus der Welt[14]